# Стоженко Володимир Якович
Стоженко Володимир Якович (20 квітня 1942, с. Цупівка, Дергачівський район Харківської області) — український політик, народний депутат України III скликання. Член партії «Демократичний союз».

## Біографія
Народився 20 квітня 1942 року в селі Цупівка Дергачівського району Харківської області.

## Освіта
Закінчив Харківський інститут інж. залізничного транспорту 1973 року, «Технологія машинобудування, металоріз. верстати та інструменти».

## Кар'єра
- 1958 — 1962 рр. — строгальник, слюсар -і нструментальник, металозаводу Харківського обласного місцевпрому.
- 1962—1974 рр. — технік, старший технік, старший інженер, конструктор УкрНДІ «Хіммаш». Інженер — технолог Харківського машинобудівного заводу імені Дзержинського. Головний механік Харківського навчально — виробничого підприємство глухих № 1.
- 1975—1987 рр. — керівник групи підготовки виробництва, керівник нормативно — дослідної групи підприємств тресту «Проммонтажконструкція». Голова об'єднаного комітету профспілки будівельників, головний енергетик тресту «Харківспецбуд».
- З 1987 року — заступник головного інженера, заступник директора видавництва «Харків».

Народний депутат України 3 скликликання березень 1998 року по квітень 2002 року від ПСПУ, № 13 в списку. На час виборів — заступник директора видавництва «Харків» (місто Харків), Член ПСПУ.
Уповноважений представник фракції ПСПУ травень 1998 року по грудень 1999 року, позафракційний — грудень 1999 року по лютий 2000 року.
Член групи «Відродження регіонів» лютий 2000 року по квітень 2001 року.
Член фракції Партії «Демократичний союз» з квітня 2001 року.
Член Комітету з питань регламенту, депутатської етики та організації роботи ВР України з липня 1998 року.